# Брезоваць-Доброселський
44°26′ пн. ш. 16°02′ сх. д. / 44.44° пн. ш. 16.03° сх. д.
Брезоваць-Доброселський (хорв. Brezovac Dobroselski) — населений пункт у Хорватії, у Лицько-Сенській жупанії у складі громади Доній Лапаць.

## Населення
Населення за даними перепису 2011 року становило 12 осіб.
Динаміка чисельності населення поселення:

## Клімат
Середня річна температура становить 6,44 °C, середня максимальна – 20,12 °C, а середня мінімальна – -7,94 °C. Середня річна кількість опадів – 1298 мм.
| Клімат поселення                              | Клімат поселення | Клімат поселення | Клімат поселення | Клімат поселення | Клімат поселення | Клімат поселення | Клімат поселення | Клімат поселення | Клімат поселення | Клімат поселення | Клімат поселення | Клімат поселення | Клімат поселення |
| Показник                                      | Січ.             | Лют.             | Бер.             | Квіт.            | Трав.            | Черв.            | Лип.             | Серп.            | Вер.             | Жовт.            | Лист.            | Груд.            |                  |
| Середній максимум, °C                         | 3,88             | 4,32             | 6,96             | 10,88            | 15,86            | 19,21            | 20,12            | 19,69            | 16,00            | 11,82            | 6,88             | 3,18             |                  |
| Середня температура, °C                       | −2,02            | −1,59            | 1,05             | 4,95             | 9,96             | 13,30            | 15,79            | 15,34            | 11,66            | 7,46             | 2,54             | −1,16            |                  |
| Середній мінімум, °C                          | −7,94            | −7,5             | −4,86            | −0,96            | 4,04             | 7,38             | 11,44            | 11,00            | 7,32             | 3,12             | −1,81            | −5,5             |                  |
| Норма опадів, мм                              | 91               | 94               | 99               | 112              | 99               | 103              | 74               | 87               | 118              | 134              | 158              | 129              |                  |
| Середньомісячна швидкість вітру, м/с          | 2.59             | 2.73             | 2.86             | 2.77             | 2.52             | 2.21             | 2.16             | 2.07             | 2.28             | 2.49             | 2.73             | 2.87             |                  |
| Середньомісячна сонячна радіація, кДж/м²·день | 4877             | 7556             | 11080            | 15403            | 19239            | 21338            | 22932            | 19893            | 14951            | 9774             | 5329             | 4102             |                  |
| --------------------------------------------- | ---------------- | ---------------- | ---------------- | ---------------- | ---------------- | ---------------- | ---------------- | ---------------- | ---------------- | ---------------- | ---------------- | ---------------- | ---------------- |
| Джерело:                                      |                  |                  |                  |                  |                  |                  |                  |                  |                  |                  |                  |                  |                  |